# Hidroeléctrica de Sogamoso
La Hidroeléctrica de Sogamoso, también conocida como Hidroeléctrica del Río Sogamoso o Hidrosogamoso, es una central hidroeléctrica de Colombia, ubicada en el departamento de Santander, de propiedad de la empresa generadora de energía ISAGEN. Ubicada en el Río Sogamoso, donde este forma un cañón que conecta a la cadena montañosa conocida como Serranía de la Paz, 62 km aguas abajo de la confluencia de los ríos Suárez y Chicamocha y 75 km aguas arriba de la desembocadura del Río Magdalena. La represa tiene 190 m de alto y 345 m de ancho en la parte más alta, con un vertedero de 72 m de ancho y el embalse cubre unas 7.000 ha, convirtiéndose en el más grande del país. 
Su jurisdicción está dividida entre los municipios de Girón, Betulia (donde se encuentran las instalaciones principales), Zapatoca, Los Santos y San Vicente de Chucurí. Tiene una capacidad de almacenamiento de 4.800 millones de m³ de agua y tres unidades de generación ubicados en una central subterránea. Será una de las 5 centrales de generación más grandes del país con una capacidad instalada de 820 MW que generará 5.056 MWh al año, suficiente para abastecer el 50% del consumo de una ciudad como Bogotá y equivalente al 10% de la energía que Colombia consume en un año.

## Turismo
Al ser el embalse de esta hidroeléctrica el más grande del país en cuanto a almacenamiento de agua (llamado Topocoro), se busca que el sitio se convierta en un destino turístico de la región para la práctica de deportes como la pesca deportiva de tucunaré, tilapias, bagres, los deportes acuáticos, observación de fauna y para paseos recreativos en lanchas, motos acuáticas y yates. Se busca también que el embalse se convierta en el medio de subsistir para los habitantes que residen en los alrededores de la hidroeléctrica, bien sea ofreciendo servicios a los turistas o como pesca de subsistencia.

## Historia del Embalse
- 1968: por primera vez se habló del proyecto en Santander.

- 1970: se hicieron los primeros estudios de prefactibilidad.

- 1973: ISA contrata un estudio inicial de factibilidad.

- 1994: a través de la Ley de Regalías se consiguieron 35 mil millones de pesos para los estudios de diseño

- 1997: se constituyó la Sociedad Promotora de Hidrosogamoso.

- 2004: ISAGEN e Hidrosogamoso S.A suscriben un convenio para determinar el tipo de presa

- 2005: La Electrificadora de Santander (ESSA) le vende el proyecto a ISAGEN

- 2008: Después de una subasta de energía se garantiza la ejecución de la obra[2]

- 2009: se inicia la construcción de la presa

- 2011: se realiza el desvío del río y la construcción de las vías que sustituirán las que quedaran inundadas por el embalse

- 2014: inicia el llenado del embalse que toma aproximadamente seis meses[3]

- 2014: empieza la generación de energía de la hidroeléctrica y su empalme al Sistema Eléctrico Nacional

- 2015: el 15 de enero, el presidente Juan Manuel Santos, realiza su inauguración oficial

## Visaje
- ISAGEN
- Central Hidroeléctrica del Guavio
- Central Hidroeléctrica de Chivor
- Empresas Públicas de Medellín
- Hidroituango